# Van Vladeracken

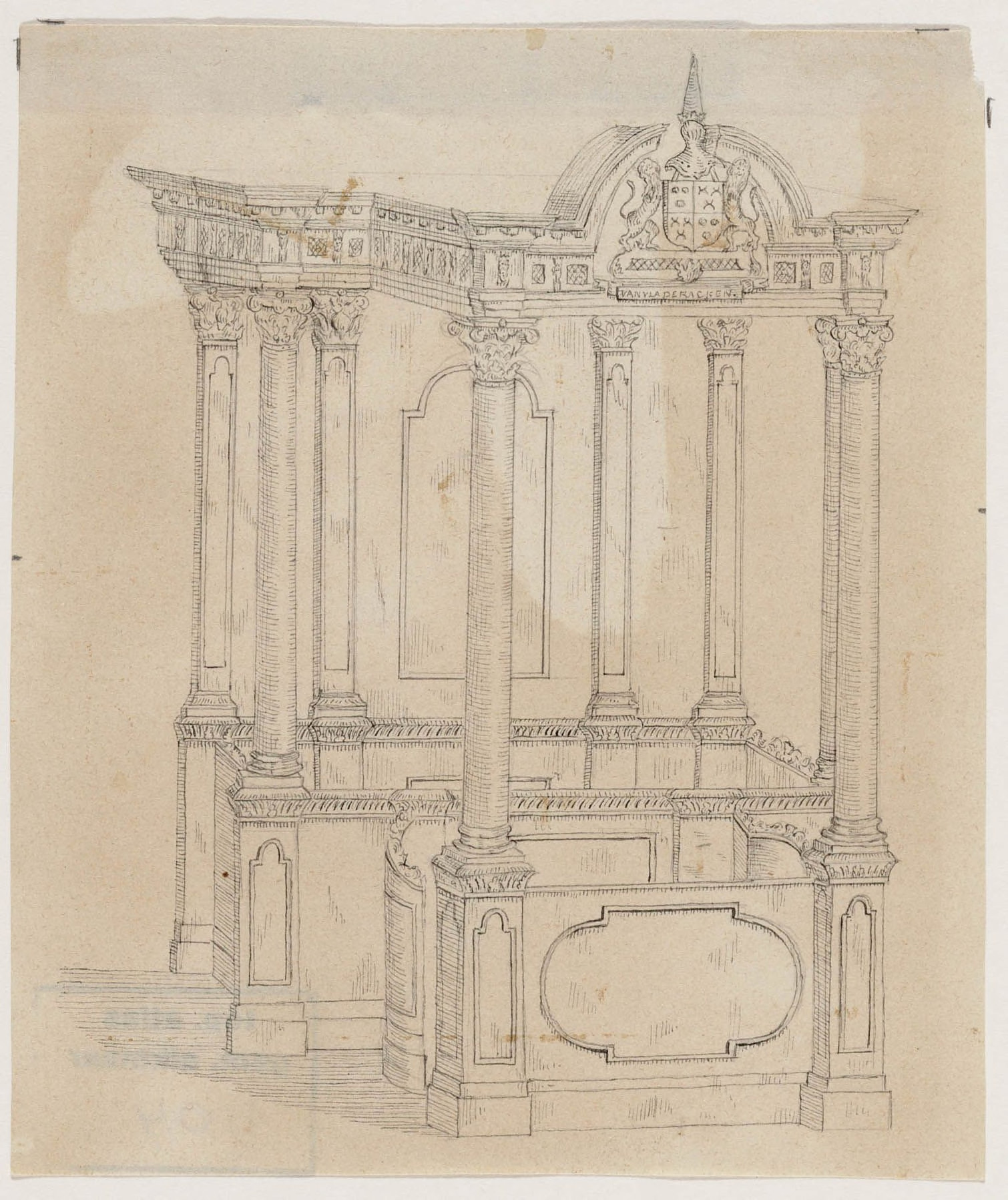
De herenbank van het geslacht van Vladeracken in de Slotkapel. 1900, Bruinvis, C.W.

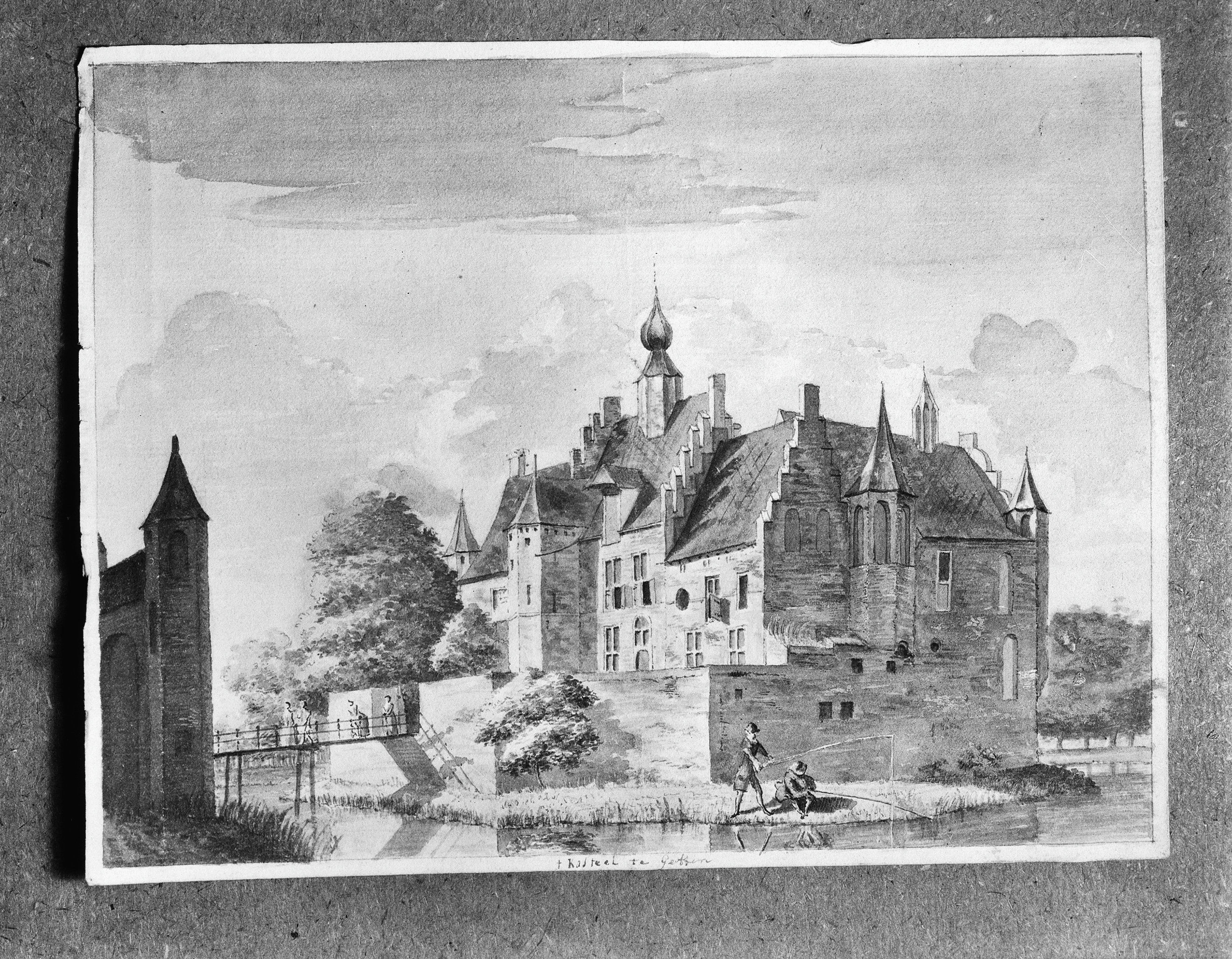
Kasteel Vladeracken in Geffen.

Van Vladeracken was een Nederlands adelgeslacht dat tot een van de oudste en vermogendste huizen van de Meierij van 's-Hertogenbosch behoorde.

## Geschiedenis
De bewezen stamvader van dit geslacht is Gerard van Vladeracken, die 1370 en 1389 schepen van 's-Hertogenbosch was. Generaties lang waren de Vladerackens heren van Geffen. Jan van Vladeracken bouwde hier rond 1500 een kasteel. In 1503 reisden hij en Jan van Kessel naar Schoonhoven om daar met Keizer Maximiliaan I te overleggen over de terugbetaling van het geld dat de 's-Hertogenbosch had voorgeschoten in de oorlog tegen Gelre.
In 1628 ging de heerlijkheid Geffen over op Roelof van Staeckenbroeck. Het geslacht is uitgestorven in de lijn van de tweede zoon van Christophorus van Vladeracken.

## Wapen
Het geslacht voerde molenijzers in zijn wapen, dat terug te vinden is op die van de gemeente Geffen.
- Variant 1: "Gevierendeeld: I en IV in goud drie rode rozen; II en III in zilver drie rode molenijzers."
- Variant 2: "Gevierendeeld: I en IV in zilver drie groen gepunte rode vierbladen; II en III in zilver drie rode molenijzers."[8]

## Telgen
- Gerard van Vladeracken; schepen van 's-Hertogenbosch (1370, 1389)[2]
- Jan van Vladeracken; heer van Geffen (omstreeks 1503)[4]
- Gerard van Vladeracken; heer van Geffen (tot 1556)[5]
  - MA Christophorus van Vladeracken (1524-1601); bastaard van Gerard van Vladeracken, humanist en rector van de Latijnse School in 's-Hertogenbosch[6]
    - Jan van Vladeracken; dichter en musicus[6]
    - Arnout van Vladeracken; schout van het kwartier Maasland en de stad Oss[6]
    - Petrus Vladeraccus (1571-1618); geestelijke en humanist[6]
- Jan van Vladeracken; heer van Geffen (1565-1588)[5]
- Gerard van Vladeracken; heer van Geffen (1588-1616[5]
- Gerard van Vladeracken; heer van Geffen (1616-1628)[5]

## Bezittingen
- Hooghuis van Vladeracken (1476-1618)[9]
- Kasteel Vladeracken[3]
- Kasteel Nemerlaer[7]
- 't Hof van Tongelre[10]